# Kanton Cambremer
Der Kanton Cambremer war von 1790 bis 2015 ein französischer Wahlkreis im Département Calvados und in der damaligen Region Basse-Normandie. Er umfasste 19 Gemeinden im Arrondissement Lisieux; sein Hauptort (frz.: chef-lieu) war Cambremer. Die landesweiten Änderungen in der Zusammensetzung der Kantone brachten im März 2015 seine Auflösung. Vertreter im Generalrat des Départements war zuletzt Xavier Charles.

## Geschichte
Der Kanton wurde am 4. März 1790 im Zuge der Einrichtung der Départements als Teil des damaligen „District de Pont-l’Évêque“ gegründet. Mit der Gründung der Arrondissements am 17. Februar 1800 wurde der Kanton als Teil des damaligen Arrondissements Pont-l’Évêque neu zugeschnitten.
Am 10. September 1926 wurde das Arrondissement Pont-l’Évêque aufgelöst und der Kanton Teil des Arrondissements.

## Gemeinden
| Gemeinde             | Einwohner (Stand: 2022) | Code Postal | Code INSEE |
| -------------------- | ----------------------- | ----------- | ---------- |
| Auvillars            | 224                     | 14340       | 14033      |
| Beaufour-Druval      | 444                     | 14340       | 14231      |
| Beuvron-en-Auge      | 201                     | 14430       | 14070      |
| Bonnebosq            | 659                     | 14340       | 14083      |
| Cambremer            | 1307                    | 14340       | 14126      |
| Corbon               | 68 (Stand: 2013)        | 14340       | 14178      |
| Formentin            | 268                     | 14340       | 14280      |
| Le Fournet           | 76                      | 14340       | 14285      |
| Gerrots              | 51                      | 14430       | 14300      |
| Hotot-en-Auge        | 291                     | 14430       | 14335      |
| Léaupartie           | 87                      | 14340       | 14358      |
| Montreuil-en-Auge    | 65                      | 14340       | 14448      |
| Notre-Dame-d’Estrées | 198                     | 14340       | 14474      |
| Repentigny           | 101                     | 14340       | 14533      |
| La Roque-Baignard    | 105                     | 14340       | 14541      |
| Rumesnil             | 88                      | 14340       | 14550      |
| Saint-Ouen-le-Pin    | 256                     | 14340       | 14639      |
| Valsemé              | 264                     | 14340       | 14723      |
| Victot-Pontfol       | 131                     | 14430       | 14743      |

## Bevölkerungsentwicklung
| 1962 | 1968 | 1975 | 1982 | 1990 | 1999 | 2006 | 2011 |
| ---- | ---- | ---- | ---- | ---- | ---- | ---- | ---- |
| 4628 | 4285 | 3772 | 3777 | 4066 | 4309 | 4580 | 4710 |